# 1933年オーストラリア選手権 (テニス)
1933年 オーストラリア選手権（1933ねんオーストラリアせんしゅけん、1933 Australian Championships）に関する記事。オーストラリア・メルボルン市内にある「クーヨン・テニスクラブ」にて開催。

## 大会の流れ
- 本年度のシード選手については、男子シングルスは8名が選ばれ、女子シングルスは順位を定めていない。
- 初期の全豪選手権のように、外国人出場者が少なかった時期は、地元オーストラリア人選手の国旗表示を省略する。

## シード選手

### 男子シングルス
1. エルスワース・バインズ　（ベスト8）
2. ジャック・クロフォード　（優勝、大会3連覇）
3. ウィルマー・アリソン　（ベスト4）
4. ハリー・ホップマン　（ベスト8）
5. キース・グレッドヒル　（準優勝）
6. エイドリアン・クイスト　（ベスト8）
7. ジョン・バン・リン　（2回戦）
8. ビビアン・マグラス　（ベスト4）

## 大会経過

### 男子シングルス
準々決勝
- ビビアン・マグラス vs.  エルスワース・バインズ　6-3, 2-6, 8-6, 7-5
- キース・グレッドヒル vs. ハリー・ホップマン　3-6, 2-6, 8-6, 6-0, 6-3
- ジャック・クロフォード vs. ドン・ターンブル　6-1, 6-3, 6-2
- ウィルマー・アリソン vs. エイドリアン・クイスト　1-6, 3-6, 9-7, 6-2, 6-2

準決勝
- キース・グレッドヒル vs. ビビアン・マグラス　6-4, 6-1, 6-1
- ジャック・クロフォード vs.  ウィルマー・アリソン　6-3, 3-6, 3-6, 6-0, 6-3

### 女子シングルス
準々決勝
- ジョーン・ハーティガン vs. マーガレット・モールズワース　4-6, 8-6, 9-7
- フランセス・ホドル＝リグレー vs. バーディー・ボンド　3-6, 8-6, 6-4
- エミリー・フッド・ウェスタコット vs. ナンシー・ルイス　6-3, 6-4
- コラル・バッツワース vs. ネル・ホール　6-4, 6-2

準決勝
- ジョーン・ハーティガン vs. フランセス・ホドル＝リグレー　4-6, 6-0, 6-4
- コラル・バッツワース vs. エミリー・フッド・ウェスタコット　9-7, 3-6, 6-3

## 決勝戦の結果
- 男子シングルス：ジャック・クロフォード vs.  キース・グレッドヒル　2-6, 7-5, 6-3, 6-2
- 女子シングルス：ジョーン・ハーティガン vs. コラル・バッツワース　6-4, 6-3
- 男子ダブルス： エルスワース・バインズ＆ キース・グレッドヒル vs. ジャック・クロフォード＆エドガー・ムーン　6-4, 10-8, 6-2
- 女子ダブルス：マーガレット・モールズワース＆エミリー・フッド・ウェスタコット vs. ジョーン・ハーティガン＆ マージョリー・バン・リン　6-3, 6-3
- 混合ダブルス：ジャック・クロフォード＆マージョリー・コックス・クロフォード vs.  エルスワース・バインズ＆ マージョリー・バン・リン　3-6, 7-5, 13-11